# سمفونی شماره ۴۰ (موتسارت)
سمفونی شماره ۴۰ (KV ۵۵۰) در سل مینور در سال ۱۷۸۸ میلادی توسط ولفگانگ آمادئوس موتسارت ساخته شده‌است. این سمفونی گاهی اوقات به نام «سل مینور بزرگ» هم شناخته می‌شود تا از سمفونی شماره ۲۵ (یا «سمفونی سل مینور کوچک») که هر دو دارای تنالیته مشترک هستند، متمایز شود.

## تاریخچه

### آهنگسازی
تاریخ تکمیل این سمفونی دقیقاً مشخص شده‌است. از آنجا که موتسارت در سالهای بلوغ‌اش فهرست کامل آثارش را تکمیل کرد، این اثر را در ۲۵ ژوئیه ۱۷۸۸ شروع کرد و طی آن سمفونی‌های شماره ۳۹ و ۴۱ را نیز به اتمام رسانده‌است. نیکلاوس هارننکور تصور می‌کرد که موتسارت این سه سمفونی را به عنوان یک کار متحد ساخته‌است اما با مشاهدهٔ دیگر موارد ثابت شد سمفونی شماره ۴۰، به‌عنوان یک اثر میانی، هیچ مقیاس مشترکی با یکدیگر ندارند. سمفونی شماره ۴۰، در دو نسخه متفاوت وجود دارد که هر دو نسخه توسط یوهانس برامس به دست آمده و در یکی از آنها برای کلارینت‌ها تجدیدنظر شده‌است و  تنظیم مناسبتری در بادی‌های چوبی انجام گرفته است.

### اجراهای اولیه
همان‌طور که نیل زاسلاو (موسیقی‌شناس آمریکایی) اشاره کرده‌است، نویسندگان دربارهٔ این اثرِ موتسارت، اغلب حدس می‌زنند (یا حتی ادعا می‌کنند) که موتسارت هرگز اجرای چهلمین سمفونی خود را نشنیده‌است. برخی از مفسران پا را فراتر می‌گذارند و بر این گمان هستند که موتسارت سمفونی (و همراهانش، سمفونی‌های شمارهٔ ۳۹ و ۴۱) را حتی بدون اینکه قصد اجرا داشته باشد، نوشته‌است و بیشتر برای آیندگان، به‌عنوان (به قول آلفرد اینشتین) «توسل به ابدیت» بوده‌است.
تحقیقات جدید نشان می‌دهد که این گمانه‌زنی‌ها صحیح نیستند، زیرا در نامه‌ای که اخیراً در ۱۰ ژوئیه ۱۸۰۲ توسط یوهان ونزل (نوازنده، ۱۸۳۱–۱۷۶۲) به ناشر «آمبروسیوس کونل» در لایپزیگ کشف شد، ونزل به اجرای این سمفونی در خانهٔ بارون گوتفرید فان سویتن با حضور موتسارت اشاره می‌کند اما اجرا آنچنان ضعیف بوده‌است که آهنگساز مجبور شد سالن را ترک کند.
شواهد محکمی برای دیگر اجرای احتمالاً بهتر، وجود دارد. در چندین نوبت بین آهنگسازی سمفونی و مرگ آهنگساز، کنسرت‌های سمفونی از آثار موتسارت برگزار شد که نسخه‌هایی از این برنامه باقی مانده‌است و سمفونی‌ای را اعلام کرده بودند که تاریخ یا گام آن مشخص نشده است. این موارد عبارتند از:
- درسدن، ۱۴ آوریل ۱۷۸۹، هنگام سفر موتسارت به برلین
- لایپزیگ، ۱۲ مه ۱۷۸۹، در همان سفر
- فرانکفورت، ۱۵ اکتبر ۱۷۹۰
- کپی‌هایی از پوستر یک کنسرت که توسط «انجمن موسیقیدانان»[ث] در ۱۷ آوریل ۱۷۹۱ در بورگ‌تئاتر وین به رهبری آنتونیو سالییری (همکار موتسارت) برگزار شد، باقی مانده‌است. اولین مورد در برنامه به‌عنوان «یک سمفونی بزرگ ساخته‌شده توسط آقای موتسارت» اعلام شده‌است.[۸]

مهمتر از همه این واقعیت است که موتسارت در سمفونی خود تجدید نظر کرد. همان‌طور که زاسلاو می‌گوید، این «نشان می‌دهد که (سمفونی) اجرا شده‌است، زیرا اگر موتسارت اجرای خاصی را در نظر نداشت، به سختی به خود زحمتِ اضافه‌کردنِ کلارینت‌ها و بازنویسی فلوت‌ها و ابواها را می‌داد». همچنین ارکستری که «کنسرتِ ۱۷۹۱ وین» را اجرا کرد، شامل برادران کلارینتیست آنتون و یوهان نپوموک استدلر بود و همان‌طور که زاسلاو اشاره می‌کند، حضور آنان فقط محدود به اجرای سمفونی‌های شماره ۳۹ و ۴۰ بوده‌است.
زاسلاو می‌افزاید: «نسخهٔ بدون کلارینت نیز باید اجرا شده باشد، زیرا نسخهٔ بازسازی‌شده دو پاساژ در موومان آهسته که با دست‌خط موتسارت وجود دارد، باید ناشی از شنیدنِ کار و کشف قسمتی باشد که نیاز به بهبود داشته‌است.»
با توجه به کنسرت‌هایی که در سال ۱۷۸۸ برای سمفونی تدارک دیده شده بود، اتو اریش دویچ حدس می‌زند که موتسارت در حال آماده‌شدن برای برگزاری یک سری از سه «کنسرت در کازینو» در یک کازینوی جدید در «اشپیگلگاس» متعلق به فیلیپ اتو بوده است. موتسارت حتی یک جفت بلیط از یک سری را برای دوستش مایکل پوچبرگ فرستاد اما اطمینان از اینکه آیا این مجموعه کنسرت برگزار شد یا به دلیل عدم استقبال لغو شد، امکان‌پذیر نیست. زاسلاو گمان می‌برد که فقط اولین کنسرت از سه کنسرت برنامه‌ریزی‌شده، برگزار شده‌است.

## ساختار

### سازبندی
سمفونی در نسخهٔ تجدید‌نظر شده، برای ۲ فلوت، ۲ ابوا، ۲ کلارینت، ۲ فاگوت، ۴ هورن و ارکستر زهی نوشته شده‌است.

### موومان‌ها
این اثر در چهار موومان با فرم مرسومِ سمفونی در موسیقی دوره کلاسیک (تند، آهسته، منوئه، تند) ساخته شده‌است.
I. آلگرو مولتو، 2
2
II. آندانته، 6
8
III. منوئه. آلگرتو – تریو، 3
4
IV. فیناله. آلگرو آسای، 2
2

#### موومان اول
- موومان اول شروع تیره‌ای با ویولاها دارد که توسط زهی‌ها در منطقه پایین صوتی، همراهی می‌شود. تکنیک شروع یک کار با «همراهی»، پس از آن هم توسط موتسارت در آخرین کنسرتو پیانوی خود مورد استفاده قرار گرفت که بعدها نیز مورد توجه رمانتیک‌ها قرار گرفت (به‌عنوان مثال شروع کنسرتو ویولن مندلسون و کنسرتو پیانو شماره ۳ راخمانینف). تم اول بدین شرح است:

#### موومان دوم
- موومان دوم یک اثر شاعرانه در میزان 6
8 و در گام سی بمل ماژور است. مثال خلاصه‌شده برای سازهای شستی‌دار:

#### موومان سوم
- موومان سوم منوئه است که خشمگین شروع می‌شود. ریتم آن سه‌ضربی است و در مثالِ خلاصه‌شده برای پیانو نشان داده می‌شود:

#### موومان چهارم
- موومان چهارم با آکورد سه‌صدایی در تونیک شروع می‌شود و سیر صعودی دارد:

این موومان عمدتاً با فراز هشت میزانی نوشته شده‌است، با یک پاساژ مدولاسیونی قابل‌توجه که در ابتدای بخش بسط و گسترش رخ می‌دهد و از یازده نُت متعلق به گام کروماتیک استفاده شده‌است که این امر به شدت تونالیته را بی‌ثبات می‌کند. تنها نتی که در این گام کروماتیک استفاده نشده‌است، نت سل بکار (تونیک) است:
زمان اجرای این سمفونی به‌طور معمول ۲۵ دقیقه طول می‌کشد.

## میراث

### تفسیرها
این اثر تفسیرهای متفاوتی را از سوی منتقدان برانگیخت. روبرت شومان آن را دارای «ظرافت و لطافت یونانی» می‌دانست. دونالد تووی (موسیقی‌دان انگلیسی) شخصیتِ اپرا بوفا را در این اثر مشاهده کرد. با این حال، تقریباً به‌طور قطع، رایج‌ترین تصور امروزه این است که سمفونی چهلم دارای لحنی تراژیک و به‌شدت احساسی است. برای مثال چارلز روزن (پیانیست و نویسنده آمریکایی) این سمفونی را «اثری از شور، خشونت و اندوه» نامیده‌است.
اگرچه تفاسیر متفاوت است اما این سمفونی بدون شک یکی از «تحسین‌برانگیزترین» آثار موتسارت است، و اغلب اجرا و ضبط می‌شود.

### تاثیرات
لودویگ فان بتهوون که با سمفونی به خوبی آشنا بود، ۲۹ میزان از موسیقی را در طراحی اولیۀ یکی از پارتیتورهای خود کپی کرد. همچنین گوستاو نوتبوهم (آهنگساز اتریشی) در سال ۱۸۸۷ مشاهده کرد که در میان طرح‌های اولیهٔ سمفونی شماره ۵، نشانه‌هایی وجود دارد که موومان سوم سمفونی با سکانسی شبیه موومان چهارم سمفونی موتسارت آغاز می‌شود. نمونۀ زیر را ببینید:
فرانتس شوبرت نیز موومان منوئه موتسارت را کپی کرده‌است و منوئه سمفونی پنجم او به شدت موتسارت را تداعی می‌کند. زاسلاو نیز اظهار داشته‌است که یوزف هایدن در اواخر فطعهٔ اوراتوریوی فصول (۱۸۰۱) که تأملی در مورد مرگ است، در پاساژی، موومان دوم سمفونی چهلم را نقل می‌کند و توسط هایدن به‌عنوان یادبودی از دوست درگذشته‌اش، گنجانده شده‌است.

## اولین ضبط
اولین ضبط شناخته‌شده از چهلمین سمفونی توسط «کمپانی ضبط ویکتور» انجام گرفت که در سال ۱۹۱۵ تحتِ عنوان «سمفونی در سل مینور» منتشر شد. رهبری «ارکستر کمپانی ویکتور» را والتر بی راجرز به‌عهده داشت.

## یادداشت
1. ↑  Neal Zaslaw
2. ↑  Johann Wenzel
3. ↑  Ambrosius Kühnel
4. ↑  Gottfried van Swieten
5. ↑  Tonkünstler-Societät
6. ↑  Anton and Johann Nepomuk Stadler
7. ↑  Spiegelgasse
8. ↑  Philipp Otto
9. ↑  Spiegelgasse
10. ↑  Donald Tovey
11. ↑  TCharles Rosen
12. ↑  Gustav Nottebohm
13. ↑  Victor Recording Company
14. ↑  Walter B. Rogers

## یادکرد
1. ↑  "Mozart – Symphony No. 40 in G minor". Classic FM. Retrieved 23 July 2020.
2. ↑  Heartz 2009, p. 207.
3. ↑  (Deutsch 1965، ص. 320)
4. ↑  Clements, Andrew (23 July 2014). "Mozart: The Last Symphonies review – a thrilling journey through a tantalising new theory". The Guardian.
5. ↑  Zaslaw 1994.
6. ↑  Milada Jonášová [cs]: "Eine Aufführung der g-moll-Sinfonie KV 550 bei Baron van Swieten im Beisein Mozarts", in: Mozart Studien 20, Tutzing 2011, pp. 253–268. An abridged English translation was published in the Newsletter of the Mozart Society of America 16.1 (2012),(online بایگانی‌شده  در ۱۱ ژانویه ۲۰۱۷ توسط Wayback Machine).
7. ↑  Zaslaw 1983.
8. 1 2  Deutsch 1965, p. 393.
9. ↑  Zaslaw 1983, p. 9.
10. ↑  Zaslaw 1983, pp. 9–10.
11. ↑  James 1967, p. 33.
12. ↑  Rosen 1997, p. 334.
13. ↑  "The 20 greatest symphonies of all time". Classical Music/BBC Music Magazine. 25 September 2018.
14. ↑  Hopkins 1981.
15. ↑  Nottebohm 1887, p. 531.
16. 1 2  Zaslaw & Cowdery 1990, p. 210.
17. ↑  "Wolfgang Amadeus Mozart – Symphony in G Minor". Discography of American Historical Recordings.